# Religion et alimentation
La plupart des religions ont prescrit ou prescrivent des usages spécifiques à l'alimentation de leurs fidèles, principalement pour des raisons spirituelles ou parfois à cause de théories diététiques.

## Différents critères
Ces usages peuvent être classés selon différents critères :
- l'obligation (de consommer) ou l'interdiction, les interdictions sont plus fréquentes que les obligations ;
- la force obligatoire, depuis la simple recommandation jusqu'à la prescription inévitable dont le non-respect peut entraîner l'exclusion du transgresseur, voire sa mort ;
- la permanence, prescription temporaire ou permanente ;
- le motif, explicite (par exemple la commémoration d'un événement particulier) ou implicite (il n'y a pas de justification propre, c'est simplement une règle de l'appartenance à la religion).

Ces critères s'appliquent aussi aux autres prescriptions religieuses (vestimentaires, relationnelles, cultuelles, etc.), mais cet article se concentre sur les prescriptions alimentaires.
Les formes les plus courantes de prescriptions alimentaires sont :
- des diététiques particulières permanentes (viande halâl, nourriture cachère, macrobiotisme, végétarisme, végétalisme, etc.) qui se répartissent autour de la dialectique entre le pur et l'impur ;
- des diététiques particulières temporaires. Un certain nombre d'Églises chrétiennes préconisent de ne pas manger de viande ni de laitages le vendredi. L'Église catholique en fit un impératif jusqu'au concile Vatican II. Il s'agit de commémorer, par une alimentation volontairement appauvrie, un événement particulier, en l'occurrence la mort du Christ ;
- la pratique du jeûne plus ou moins complet, sur des périodes plus ou moins prolongées et régulières, accompagnée ou non d'abstinence alimentaire et sexuelle.

## Religions et philosophies antiques

### Druidisme
La chasse et la consommation de lièvre, de poule ou d'oie étaient proscrites par les collèges druidiques. Le lièvre, non pas le lapin, était un animal sacré lié à la divinité Lug, surnommé Gwion, et au culte de la lune, comparée à un œuf pondu par la déesse Corre, représenté par une poule. Les deux divinités étaient au cœur des mythes du cycle des saisons et des rites de fertilité (tout le monde connaît, au moins par Disney, le combat de Merlin et de Madame Mim qui se transforment successivement et respectivement, en lièvre et en hase, en saumon et en loutre, en colombe et en faucon, et finalement en grain blé et en poule noire).
En outre, la dédicace du nom d'un animal à un guerrier, tel Cuchulainn (« chien de Culan »), ou à un clan rendait pour ce seul guerrier ou les seuls membres de ce clan le sacrifice, la chasse ou la consommation de cet animal interdits.
N.B. C'est dans cet interdit antique, conservé dans la coutume, comme bien d'autres, après la christianisation, de comparer les enfants à des lapins et de leur donner des jouets sous cette forme, que la tradition du lièvre de Pâques apportant des œufs, mieux conservée dans les pays germanisés que dans les pays romanisés, tout comme la coutume de l'arbre de Noël ou l'arbre de Mai, trouve son origine.[réf. nécessaire]

### Pythagorisme
Apollonius de Tyane préconisait à ses disciples le végétarisme.

### Épicurisme
Les épicuriens préconisaient la tempérance.

## Religions abrahamiques

### Judaïsme
« Tout homme de la maison d'Israël qui égorgera un membre de gros bétail, ou une bête à laine ou une chèvre, dans le camp, ou qui l'égorgera hors du camp, sans l'avoir amené à l'entrée de la Tente d'assignation pour en faire une offrande à l'Éternel, devant son tabernacle, il sera réputé meurtrier, cet homme, il a répandu le sang ; et cet homme-là sera retranché du milieu de son peuple. (…) Car le principe vital de toute créature, c'est son sang qui est dans son corps, aussi ai-je dit aux enfants d'Israël : Ne mangez le sang d'aucune créature. Car la vie de toute créature c'est son sang : quiconque en mangera sera retranché. »

— Lévitique, XVII, 1-14.
Les prescriptions alimentaires juives sont définies par les règles de la cacherout.
Il s'agit d'un corpus de lois permettant de déterminer si un aliment est ou non permis à la consommation, en fonction de sa provenance et de sa préparation.
Les aliments en conformité avec ces lois sont dits kascher (hébreu : כשר - se prononce kosheure), c'est-à-dire « convenables » ou « aptes » à la consommation. La Bible hébraïque interdit formellement aux Juifs de consommer des aliments impropres. Par contre l'utilisation de produits non-kasher dans un but non alimentaire, par exemple l'utilisation de cornées ou d'insuline porcines, est tout à fait autorisé.
La cacheroute concerne essentiellement, encore que non exclusivement, les aliments d'origine animale, et implique le respect d'un rite d'abattage. Ce rite est évoqué dans le Lévitique, XI.1-9 et le Deutéronome, XIV, 3-20, mais sans y être décrit. De même, la plupart des lois sur lesquelles se fonde la Halakha (loi religieuse juive) se trouvent dans le Livre du Lévitique, mais avec pas ou peu de détails. Les modalités pratiques ont été longtemps orales, avant d'être couchées au début de l'ère chrétienne par écrit dans la Mishna et le Talmud, puis codifiées de façon plus fines dans le Choulhan Aroukh et par les autorités rabbiniques ultérieures.

### Christianisme

#### L'enseignement évangélique
Les évangiles synoptiques proclament ainsi l'enseignement de Jésus sur le pur et l'impur :
« Ce n'est pas ce qui entre dans la bouche qui souille l'homme ; mais ce qui sort de sa bouche, voilà ce qui souille l'homme. » Mt 15:11.
« Il n'est rien d'extérieur à l'homme qui, pénétrant en lui, peut le souiller, mais ce qui sort de l'homme, voilà ce qui souille l'homme. » Mc 7:15.
Les deux évangiles citent Is 29:13 :

« Ce peuple m'honore des lèvres, mais leur cœur est loin de moi. Vain est le culte qu'ils me rendent : les doctrines qu'ils enseignent ne sont que préceptes humains. »

#### Mise en œuvre
Du fait de leur origine juive, les premiers chrétiens ont dès l'origine été confrontés à la question de la cacherouth et du respect des interdits de Lévitique. Faut-il imposer aux convertis issus du paganisme le respect de la Loi (circoncision, interdits alimentaires…) ?
Le concile de Jérusalem est réuni, vers l'an 50, sous l'autorité de Pierre et Jacques pour trancher cette question :
« Quelques hommes, venus de la Judée, enseignaient les frères, en disant : Si vous n’êtes circoncis selon le rite de Moïse, vous ne pouvez être sauvés. Paul et Barnabas eurent avec eux un débat et une vive discussion. […] Alors quelques-uns […], se levèrent, en disant qu’il fallait circoncire les païens et exiger l’observation de la loi de Moïse. […] Une grande discussion s’étant engagée, Pierre se leva, et leur dit : […] pourquoi tentez-vous Dieu, en mettant sur le cou des disciples un joug que ni nos pères ni nous n’avons pu porter ? […] Lorsqu’ils eurent cessé de parler, Jacques prit la parole, et dit : […] je suis d’avis qu’on ne crée pas des difficultés à ceux des païens qui se convertissent à Dieu, mais qu’on leur écrive de s’abstenir des souillures des idoles, de l’impudicité, des animaux étouffés et du sang »,.
De fait, les courants majoritaires du christianisme ont considéré rapidement qu'ils représentaient une « nouvelle alliance », laquelle dépassait et rendait inutile les prescriptions de l'ancienne alliance, passée avec le peuple d'Israël. La conversion au judaïsme, et donc le respect des interdits du lévitique, ainsi que leurs interprétations rabbiniques (lesquels forment la cacheroute au sens strict) ont été considérés comme inutiles. Même le « compromis » institué par les actes des Apôtres (l'interdiction du sang) est tombé en désuétude.
À l'inverse, certains courants sont restés longtemps très attachés à la pratique de la cacheroute, comme les Nazôréens ou les ébionites, aujourd'hui disparus, et qui en avait leur propre version, refusant la consommation de viande.
Avec la réforme protestante, au XVIe siècle, le respect strict du texte biblique a de nouveau été mis en avant. Les protestants ont par exemple favorisé la version hébraïque de la Bible (le tanakh), au détriment de la vulgate des catholiques. Globalement, les protestants sont cependant restés fidèles à la vision de la « nouvelle alliance » rendant caduques les prescriptions alimentaires du lévitique et des actes des Apôtres, mais quelques courants très minoritaires ont cependant décidé d'y revenir. Si la cacheroute elle-même (prescription du lévitique plus règles rabbiniques) n'est pas pratiquée chez les chrétiens, les règles du lévitique, ou au moins inspirées de celles-ci, sont redevenues pratiquées par certains.
Au XXIe siècle, les courants chrétiens suivant au moins certaines des règles du lévitique se répartissent entre des courants remontant aux premiers temps de l'église, et qui ne les ont jamais abandonnées, et quelques courants issus du protestantisme qui y sont redevenus fidèles. Le plus souvent, il s'agit de courants sabbatistes également.
Dans le second groupe, on trouve les mouvements d'origine protestante souhaitant respecter à la lettre la Torah. Ils ne retiennent cependant pas les modalités d'application de la cacheroute, comme l'abstention de mélanges, estimant qu'il s'agit d'innovations rabbiniques ultérieures non prescrites par le lévitique. L'Église de Dieu (Septième Jour) respecte l'ensemble des interdictions alimentaires telles que données en Lévitique. Quant à eux, les Adventistes du Septième Jour condamnent la consommation de viande de porc et conseillent même le végétarisme, mais sans l'imposer. Les Témoins de Jéhovah reprennent l'interdiction du sang, en l'appliquant non seulement à sa consommation, mais aussi aux transfusions sanguines.
Quelques groupes judéo-chrétiens respectent la totalité de la cacherouth. Il s'agit de certains sous-ensembles (mais pas forcément tous) dit du Judaïsme messianique, une nébuleuse de courants essentiellement nord-américains qui entendent se définir comme à la fois pleinement Juifs et pleinement chrétiens, Jésus étant ici vu comme le messie annoncé par le Judaïsme, et toute référence à la théologie de la « nouvelle alliance » étant clairement écartée.
Les premiers chrétiens s'abstenaient souvent de toute viande. Certains moines ont conservé cette pratique jusqu'à nos jours. Certains peuples chrétiens ont gardé l'habitude de s'abstenir du sang des animaux et ne consomment de viandes que bien cuites.
Plus tard, dans le catholicisme, il s'agit surtout de refréner les instincts de gourmandise. Nous parlerions plutôt aujourd'hui de « gloutonnerie », une traduction plus juste du mot grec serait « beuverie » qui correspond mieux à la notion exprimée dans la Bible. Quel que soit le mot retenu, l'excès qu'il désigne est l'un des sept péchés capitaux. Ce n'est pas le fait en soi d'apprécier la bonne chère (la bonne nourriture) qui est répréhensible mais celui de manger plus que de besoin, sans mesure : « Tout m'est permis, mais tout ne m'est pas utile » (Lettre de saint Paul).

#### Le jeûne dans le catholicisme
En 732, le pape Grégoire III proscrit l'usage de la viande de cheval dans l'alimentation (cette décision est peut-être liée au caractère sacré de l'animal chez les peuplades germaniques).
Au Moyen Âge, l'Église catholique a imposé des restrictions alimentaires essentiellement à base de jeûnes suivant un calendrier précis :
- deux jours maigres chaque semaine (= sans viande) : mercredi et vendredi. Un jeûne total était demandé pour le premier jour du carême, appelé Mercredi des Cendres, et pour le Vendredi saint (une collation est aujourd'hui autorisée). On peut boire ;
- le jeûne eucharistique : les jours où l'on communie à la messe, il est interdit de manger avant d'avoir reçu la Communion. Depuis 1962 ce jeûne est applicable à une heure pour la nourriture solide et les boissons alcoolisées, pourvu que celles-ci n'excèdent pas de petites quantités ;
- jeûne cyclique pour les Quatre-Temps et pour le carême, qui se répartit en deux périodes : l'Avent et le carême de Pâques (quarante jours ouvrables avant Pâques. Ceci représente une durée d'en général 46 jours calendaires. Le jeûne est quotidien et permanent, sauf le dimanche (car on ne fait pas carême le dimanche, jour du Seigneur). Ces jeûnes de quarante jours font référence à celui de même durée que fit Jésus dans le désert, rapporté dans les Évangiles. En réaction à cette interdiction, une fête profane s'est créée la veille de carême, le Mardi gras, où a lieu le carnaval (dont une des étymologies donne « carne vale », « autorisation de manger de la viande »).

On distingue le jeûne, et l'abstinence selon laquelle il est interdit de consommer des aliments non maigres, c'est-à-dire la plupart des viandes, les laitages, les œufs, etc. Cette interdiction ne concerne pas le poisson, qui devint donc le plat principal par excellence du vendredi, jour anniversaire de la Passion du Christ. Selon le code de droit canonique, « L'abstinence de viande ou d'une autre nourriture, selon les dispositions de la conférence des Évêques, sera observée chaque vendredi de l'année, à moins qu'il ne tombe l'un des jours marqués comme solennité ». Dans l'Europe médiévale, l'autorisation donnée par l'église de manger le vendredi du poisson, considéré comme aliment maigre, correspond essentiellement à l'intérêt des abbayes qui étaient propriétaires des étangs, donc du monopole de la production et de la vente du poisson et des crustacés d'eau douce, seuls à pouvoir être mangés frais par les populations éloignées de la mer (le castor, les mammifères marins et certains oiseaux aquatiques étaient aussi considérés comme des « poissons ») [réf. nécessaire]. En Espagne, où il y a peu d'étangs, l'astreinte de ne pas manger de viande le vendredi était levée moyennant le versement annuel d'une pesète au curé du village [réf. nécessaire]. De nos jours :
- l'obligation de faire maigre pendant le Carême (sauf les dimanches) demeure en théorie. En pratique, certaines personnes essaient de manger moins riche, en supprimant par exemple la viande rouge, les confiseries, la pâtisserie ;
- par ailleurs, diverses familles continuent par tradition à manger du poisson le vendredi ; c'est souvent également le cas dans les cantines ;
- les seuls jeûnes encore prescrits sont ceux du Mercredi des Cendres et du Vendredi saint. L'abstinence du Vendredi Saint (non consommation de viande) est encore suivie par de nombreuses personnes d'origine catholique, même non pratiquantes ;
- par ailleurs, le jeûne eucharistique a été ramené à une heure, ce qui est symbolique, sachant qu'en général au moins 30 minutes s'écoulent entre le début de la messe et la communion.

#### Le jeûne dans l'orthodoxie
Le sens du jeûne
Le jeûne est fondé sur une pratique du Seigneur dans le désert (Mt 4, 2 et Lc 4, 2) et sur une réponse qu'il fit un jour à ses apôtres. À propos d'un démon que Jésus venait d'expulser, les disciples lui demandèrent : « Pourquoi nous autres, n'avons-nous pu l'expulser ? ». Et Jésus répondit : « Cette espèce-là ne peut sortir que par la prière et par le jeûne » (Mc 9, 29). Ce dernier mot a disparu de certaines versions du texte évangélique mais il figure toujours dans les versions utilisées pour la liturgie orthodoxe. La pratique du jeûne n'est pas un commandement en soi mais c'est un moyen de se conformer plus exactement aux commandements du Seigneur.
Les jours de jeûne
- Deux carêmes (quarante jours avant Noël et quarante jours avant Pâques en y ajoutant les 8 jours de la semaine sainte).
- Deux autres périodes de jeûne (celles des apôtres du lundi après tous les saints jusqu'au 28 juin et de la Mère de Dieu du 1er au 14 août).
- Le jeûne la plupart des mercredis et des vendredis de l'année.
- Le jeûne certains jours comme le 14 septembre, le 5 janvier et le 29 août.
- L'Église préconise également le jeûne eucharistique : une abstinence la veille et le jeûne durant les heures qui précèdent la communion. Après avoir communié, le jeûne est nécessairement rompu.

Les modalités du jeûne
Elles varient selon les personnes (âge, état de santé, prescription du père spirituel) et selon les jours du calendrier. On peut distinguer sept modalités de « jeûne » :
1. l'abstinence de viande
2. l'abstinence de viande et de laitages
3. l'abstinence de viande, de laitages et de vin
4. l'abstinence de viande, de laitage, de vin, d'huile et de poisson
5. le jeûne jusqu'à la demi journée puis abstinence selon la modalité 4
6. le jeûne jusqu'au soir puis abstinence selon la modalité 4
7. le jeûne continu plusieurs jours de suite.

La modalité 4 correspond à un standard qui est modulé en 3, les jours de fête, et en 5 les jours de jeûne strict.

### Église de Jésus-Christ des saints des derniers jours
Selon les croyances de cette Église Chrétienne, la Parole de Sagesse est une loi de santé révélée par le Seigneur pour le bien physique et spirituel. Le 27 février 1833, comme rapporté à la section 89 des Doctrine et Alliances, le Seigneur aurait révélé quels sont les bons aliments que nous devons consommer et quelles substances ne sont pas bonnes pour notre corps. Il aurait aussi promis santé, protection, connaissance et sagesse à ceux qui obéissent à la Parole de Sagesse.

#### Jour de jeûne
Chaque membre jeûne quand il le souhaite (associé généralement à la prière) le temps qu'il juge nécessaire pour différentes raisons physiques et Spirituelles, en plus de cela un dimanche par mois, les saints des derniers jours observent un jour de jeûne. Ce jour-là, nous ne mangeons ni ne buvons et consacrons l'argent de ces repas comme offrandes aux nécessiteux et personnes dans le besoin. Si nous prenons notre repas du soir le samedi, nous ne mangeons ni ne buvons pas avant le repas du soir du dimanche. Le jour de jeûne, les membres de l’Église se réunissent et prennent la Sainte-Cène. Ils se fortifient eux-mêmes et s’édifient les uns les autres en rendant témoignage lors de la réunion de jeûne et de témoignage.

### Islam
Halâl est un terme général en langue arabe qui veut dire « licite », « permis par la religion ». C'est le contraire de harâm. Bien que halâl (tout comme son opposé) puisse s'appliquer à n'importe quel élément de la vie, il concerne entre autres la nourriture. On dira donc que boire de l'alcool ou manger du porc sont haram. En fait, manger du porc est permis lorsque c'est la seule nourriture disponible et que l'on risque de mourir de faim. En ce qui concerne la viande, il faut qu'elle soit égorgée par un musulman ou une personne faisant partie des gens du Livre et saignée. Il existe aussi d'autres règles, mais qui ne font pas toujours l'objet d'un consensus (comme par exemple le caractère licite ou non de manger de la viande de cheval). Tout ce qui provient de la mer est considéré halâl.
Les adeptes s'abstiennent de la consommation de la viande du porc et de celle des animaux dont la consommation des viandes est licite mais dont la méthode d'abattage n'est pas conforme aux rites musulmans. Les musulmans sont unanimes sur le fait que si Dieu l'a interdit c'est qu'il existe une sagesse profonde derrière cette prescription. La consommation des boissons alcoolisées est aussi interdite car l'ivresse est une cause de perte de conscience. L'islam interdit aux musulmans de nuire à leur santé et leur corps, d'où l'interdiction de fumer qui a été par la suite instaurée. Dans le Coran, il est recommandé de se tenir éloigné de l'alcool et l'interdiction s'est instaurée de manière graduelle. En premier lieu, on a interdit que l'on prie en état d'ivresse, pour éviter de déformer la récitation du Coran et de manquer de respect lors des rites religieux. Dans un second temps, l'alcool a été formellement interdit.
La plus importante restriction calendaire de l'islam est le ramadan. Le ramadan commence à la 9e nouvelle lune du calendrier lunaire islamique. Pendant la durée d’une lunaison les personnes pubères et matures doivent s'abstenir de manger et de boire du lever au coucher du soleil. L'obligation s'interrompt en cas de maladie ou long voyage, sous réserve que les jours soient rattrapés dans l'année qui suit.
La nourriture casher est considérée comme halal, mais la réciproque n'est pas vraie.

## Religions non abrahamiques

### Sikhisme
Le refus de consommation de viande halal est un des interdits que tous les sikhs doivent suivre. La consommation de poisson et de chair animale de manière plus générale est interdite dans le sikhisme, en référence à l'enseignement des guru (« maîtres ») et du dernier guru définitif, le livre saint du sikhisme, le Guru Granth Sahib, qui enseigne la pitié envers toutes les créatures et le refus d'encourager ou de participer à leur mise à mort, meurtres comparés à l'oubli du Dieu Un omniprésent. Le végétarisme est donc une norme culturelle dans le sikhisme.

### Hindouisme
« La mort, sans l’espérance d’une récompense, pour les brâhmanes et les vaches, ou dans la défense de femmes et d’enfants, garantit la béatitude à ceux ne faisant pas partie de la communauté Ârya (les Vahya). L'Ahimsâ (respect impérieux de la Vie, non-violence), la véracité, l'abstention de s'approprier les biens des autres, la pureté et le contrôle des sens, Manu a ainsi déclaré que tout cela peut être considéré comme le résumé du Dharma pour les quatre varna d'Ârya (« Nobles » en sanskrit : brâhmanes, kshatriya, vaïshya, shudra). »

— Mânavadharmashâstra, livre 10, sûtra 62 et 63.
L'hindouisme étant une civilisation, et non une religion au sens strict et occidental du terme, le végétarisme n'a rien d'obligatoire pour être « hindou » et s'affirmer en tant que tel (quoique le terme hindou ne soit sanctionné par aucun texte sacré « hindou » : il est issu des invasions islamiques pour nommer la population non musulmane de l'Inde).
Néanmoins, cette pratique alimentaire est indissociable d'une réelle observance de l'Ahimsâ, la non-violence hindoue, et est une des caractéristiques des Ârya (« Noble » en sanskrit), – communauté « pure » (au niveau des pratiques, il ne s'agit pas d'un « peuple » défini par un territoire ou d'une « nation »), « pure » par rapport aux Dasyu (« démons »), les Ârya, selon le Manusmṛti (les sûtra du Dharma), pratiquant en effet comme premier credo l'Ahimsâ, la « nolonté (non-volonté) de faire souffrir la moindre créature », qu'ils soient Brâhmanes (lettrés), Kshatriya (guerrier), Vaïshya (agriculteurs, artisans et commerçants), ou Shûdra (serviteurs).
Voici des citations de textes sacrés hindous sur l'ahimsâ et le végétarisme : « Y a-t-il besoin de dire que ces créatures innocentes et en bonne santé sont faites pour l’amour de la vie, alors qu’elles sont recherchées pour être tuées par de misérables pécheurs vivant dans les boucheries ? Pour cette raison, ô monarque, ô Yudhishthir, sache que le refus de la viande est le plus grand refuge de la religion, du ciel, et du bonheur. S’abstenir de blesser est le plus grand des principes. Il est, là encore, la plus grande des pénitences. Il est également la plus grande des vérités parmi toutes les preuves d'affection. La viande ne peut pas être retirée de l’herbe ou du bois ou de la pierre. À moins qu’une créature vivante soit tuée, cela ne peut être réalisé. Donc, tu es dans la faute en mangeant de la chair. … Cet homme, qui s'abstient de la viande, n’est jamais mis dans la crainte, ô roi, par aucune créature. Toutes les créatures demandent sa protection. Il ne provoque jamais aucune inquiétude pour les autres, et lui-même n’a jamais à devenir anxieux. Si personne ne mange de la chair, il n'y a alors plus personne pour tuer des êtres vivants. L’homme qui tue des êtres vivants les assassine pour le bien de la personne qui mange de la chair. Si la chair est considérée comme non comestible, il n'y a alors plus d'abattage d’êtres vivants. C’est dans l’intérêt du mangeur de viande que le massacre des êtres vivants se réalise dans le monde. Depuis, ô toi de grande splendeur, la durée de vie est raccourcie pour les personnes qui abattent les créatures vivantes ou sont les causes de leur abattage ; il est clair que la personne qui désire son bien doit abandonner la consommation de viande entièrement. … L'acheteur de la chair réalise l'himsâ [violence] par sa richesse : celui qui mange la chair le fait en appréciant sa saveur, le tueur réalise l’himsâ en attachant et en tuant l'animal. Ainsi, il existe trois formes de mise à mort. Celui qui apporte la chair ou l’apporte pour elle-même, celui qui coupe les membres d'un animal, et celui qui l’achète, la vend, ou les cuisiniers de la viande et celui qui la mange – tous ces éléments sont à considérer comme des mangeurs de viande » (Mahâbhârata 13,115).
« Les personnes coupables qui sont ignorantes des principes religieux, mais se considérant comme totalement pieuses, sans remords, commettent des violences contre les animaux innocents pleinement confiants en leur personne. Dans leur vie prochaine, ces personnes coupables seront mangées par ces créatures qu’ils ont tuées dans ce monde » (Bhâgavata Purâna 11.5.14)
« Une personne bien au courant des principes religieux ne doit jamais offrir quelque chose comme de la viande, des œufs ou du poisson dans les cérémonies de Shrâddha, et même si l'on est Ksatriya (guerrier), on ne doit pas manger de telles choses » (Bhâgavata Purana 7.15.7)

### Autres religions végétariennes

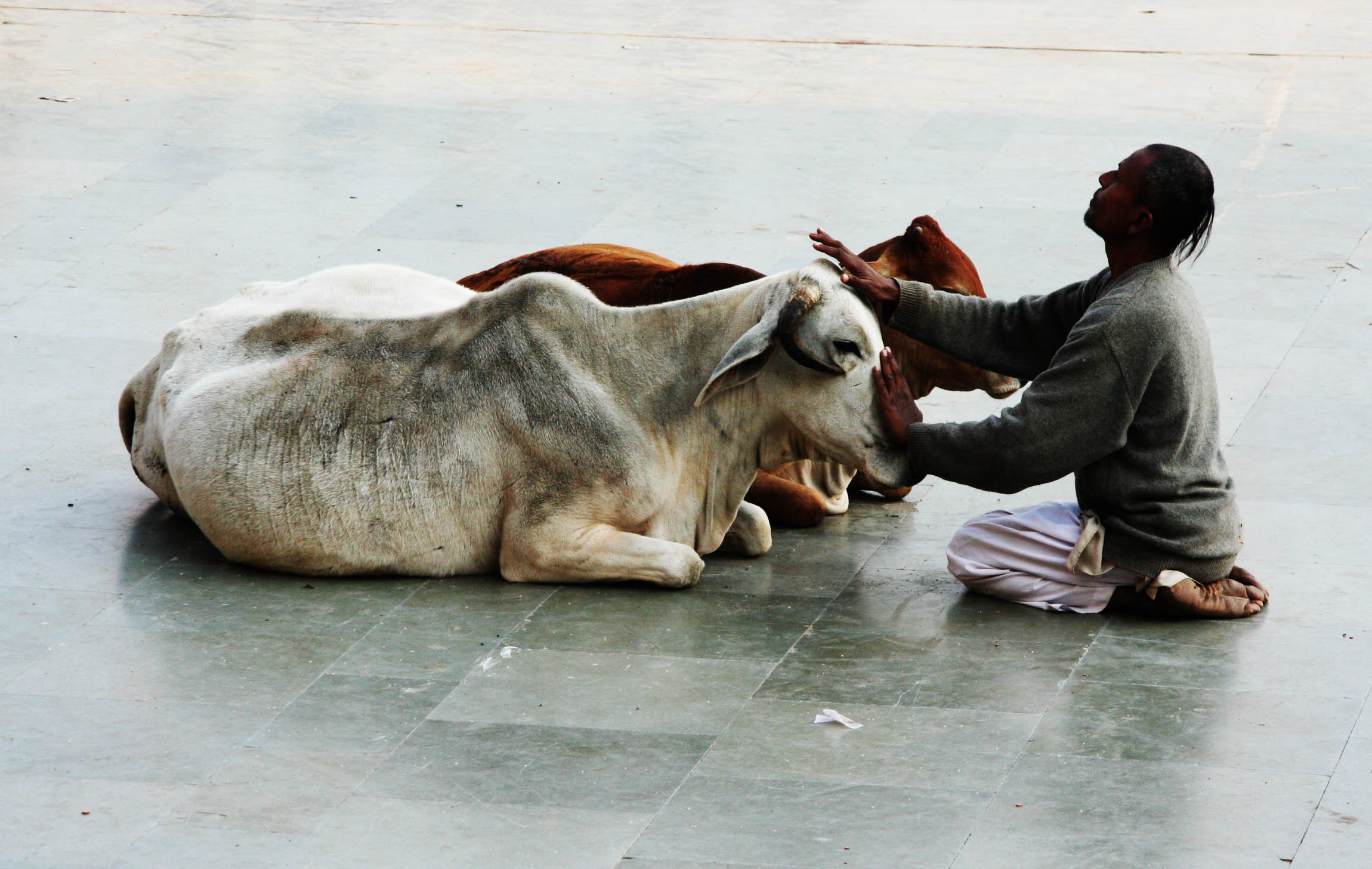
Hindou en prière face à deux vaches

En vertu du principe de non-violence (ahimsa) envers toute forme de vie, tous les jaïns ainsi qu'une grande partie des bouddhistes, des hindouistes et des sikhs sont végétariens. Ce n'est toutefois une prescription absolue que dans le jaïnisme où la non-violence est l'idéal fondateur et fondamental.
La viande, le vin et le miel sont interdits à ceux qui pratiquent le jaïnisme. Les légumes: pomme de terre, carotte, oignon, ail, betterave leur sont aussi interdits.
Certains courants taoïstes préconisent le végétarisme pour se purifier, sublimer le corps et devenir immortel. Les rastafaris préfèrent une alimentation végétarienne, sans que cela soit un quelconque dogme.

### Autres
Dans les campagnes taïwanaises et chinoises, manger du bœuf était considéré comme immoral car il est parent du buffle, partenaire essentiel du paysan. Cet interdit ancien qui a pu avoir différentes interprétations selon l'orientation religieuse est encore respecté par certains citadins.
Suivant la tradition, les Amérindiens évitent de manger leur animal de totem ou au contraire le mangent dans un cadre rituel à des fins magiques ou lors d'une festivité.